# Yves Jacques
Pour les articles homonymes, voir Jacques.
Yves Jacques est un acteur québécois, né le 10 mai 1956 à Québec (Canada).

## Biographie
Yves Jacques mène parallèlement une carrière au Québec et en France, tant au cinéma qu'au théâtre. Il a tourné dans cinq films du réalisateur québécois Denys Arcand, dont Le Déclin de l'empire américain, Jésus de Montréal et Les Invasions barbares, ainsi que dans sept films du cinéaste français Claude Miller. Parmi les autres cinéastes avec lesquels Yves Jacques a travaillé, on peut citer Xavier Dolan, Jean-Paul Rappeneau, Olivier Dahan et Martin Scorsese.
Il a joué en tournée mondiale, à partir de 2001, deux spectacles de Robert Lepage, La Face cachée de la Lune et Le Projet Andersen, dont il interprète seul les personnages. En 2014, il élargit sa palette au théâtre avec le rôle de Dubois dans Les Fausses Confidences de Marivaux, mise en scène Luc Bondy, en compagnie d'Isabelle Huppert qui joue Araminte - au Théâtre de l'Odéon et en tournée internationale. Simultanément, il interprète également, le même personnage dans une version cinématographique. Il considère que son personnage d'enseignant homosexuel dans Le Déclin de l'empire américain lui a permis d'assumer lui-même son homosexualité. Il a été nommé Chevalier de l’Ordre des Arts et des Lettres par le Ministère de la Culture et de la Communication de France en février 2001, et Officier de l’Ordre du Canada depuis 2009, pour ses interprétations au théâtre, à la télévision et au cinéma, au Canada comme à l’étranger.
En 2022, on peut le voir dans la comédie dramatique Les 12 travaux d'Imelda de Martin Villeneuve, aux côtés de Robert Lepage, Ginette Reno et Michel Barrette. En 2023, il joue dans les films Les Jours heureux de Chloé Robichaud et Le Successeur de Xavier Legrand.

## Reconnaissance
Le cinéaste Claude Miller, qui fit appel à lui pour le rôle du docteur Fich dans son téléfilm La Chambre des magiciennes (2000), et celui de George dans son film Voyez comme ils dansent (2011), a dit de lui : 
« Yves Jacques est l’un des plus grands acteurs du monde, c’est une grande vedette au Québec. Pour moi, il est une espèce d’Alec Guinness ou de Peter Sellers d’aujourd’hui, ou de Geoffrey Rush. Sa culture d’acteur anglo-saxonne est merveilleuse, il est capable de passer du drame à la comédie avec un grand sens du rythme, de la musique. »

## Filmographie
Sauf indication contraire, les informations mentionnées dans cette section peuvent être confirmées par les bases de données cinématographiques  présentes dans la section « Liens externes ».

### Cinéma

#### Longs métrages
- 1983 : Sonatine de Micheline Lanctôt : l'employé du métro
- 1984 : Le Crime d'Ovide Plouffe de Denys Arcand : Bob
- 1985 : Hold-Up d'Alexandre Arcady : l'otage 400 S
- 1986 : Le Déclin de l'empire américain de Denys Arcand : Claude
- 1989 : Jésus de Montréal de Denys Arcand : Richard Cardinal
- 1990 : Ding et Dong, le film de Alain Chartrand : Jipi
- 1991 : Milena de Véra Belmont : Max Brod
- 1994 : Louis 19, le roi des ondes de Michel Poulette : Michel Gobeil
- 1995 : Alfred de Vilgot Sjöman : Georges Fehrenbach
- 1998 : Michael Kael contre la World News Company de Christophe Smith : Charles Robert
- 1998 : La Classe de neige de Claude Miller : le visiteur
- 1999 : Souvenirs intimes de Jean Beaudin : Mortimer
- 1999 : La Chambre des magiciennes de Claude Miller : Dr Fish
- 1999 : La Veuve de Saint-Pierre de Patrice Leconte : le contre-amiral
- 2000 : La Vie après l'amour de Gabriel Pelletier : Dr Bilodeau
- 2001 : Nuit de noces d'Émile Gaudreault : Bernard
- 2001 : Betty Fisher et autres histoires de Claude Miller : Slim
- 2002 : Le Collectionneur de Jean Beaudin : François Berger / Babette Brown
- 2002 : Séraphin : Un homme et son péché de Charles Binamé : notaire Le Potiron
- 2003 : Les Invasions barbares de Denys Arcand : Claude
- 2003 : La Petite Lili de Claude Miller : Serge
- 2004 : Ordo : Richard Féraud
- 2004 : Aviator (The Aviator) de Martin Scorsese : un serveur
- 2005 : La Petite Chartreuse : Baldi
- 2005 : Je préfère qu'on reste amis... de Olivier Nakache et Éric Toledano : Germain
- 2005 : Aurore de Luc Dionne : curé Leduc
- 2005 : Désaccord parfait d'Antoine de Caunes : Dr Trudeau
- 2006 : Un secret de Claude Miller : le commandant Béraud
- 2007 : 48 heures par jour de Catherine Castel : Arnaud
- 2009 : Je vais te manquer d'Amanda Sthers : le coiffeur
- 2010 : Cabotins de Alain DesRochers : Lady Moon
- 2011 : La Dernière Fugue de Léa Pool : André
- 2011 : La Chance de ma vie de Nicolas Cuche : maître Maxime Dupont
- 2011 : Voyez comme ils dansent de Claude Miller : George
- 2011 : French Immersion (en) de Kevin Tierney : Pierre-Émile
- 2012 : Laurence Anyways de Xavier Dolan : Michel Lafortune
- 2012 : Thérèse Desqueyroux de Claude Miller : maître Duros
- 2012 : Astérix et Obélix : Au service de sa Majesté de Laurent Tirard : le psy de César
- 2013 : Les Garçons et Guillaume, à table ! de Guillaume Gallienne : le psychologue
- 2014 : Belle comme la femme d'un autre de Catherine Castel : Nolan Smith
- 2014 : Grace de Monaco d'Olivier Dahan : Maurice Delavenne, ministre de l'Intérieur
- 2014 : Le Règne de la beauté de Denys Arcand : Pascal Montambault
- 2015 : Le Talent de mes amis d'Alex Lutz : l'homme du stage de Thibault
- 2015 : Belles Familles de Jean-Paul Rappeneau : maître Ribain
- 2016 : Pays de Chloé Robichaud : Francis Perreault
- 2017 : Loue-moi ! de Coline Assous et Virginie Schwartz : Jacques
- 2017 : De père en flic 2 d'Émile Gaudreault : Bernard
- 2018 : Un homme pressé de Hervé Mimran : Éric
- 2019 : Les Fleurs oubliées d'André Forcier : Marie-Victorin
- 2020 : Villa Caprice de Bernard Stora : Michel Jacquin
- 2022 : Les 12 travaux d'Imelda de Martin Villeneuve : vétérinaire
- 2023 : Les Jours heureux de Chloé Robichaud : Yves
- 2023 : Le Successeur de Xavier Legrand : Dominique Duchesne

#### Courts métrages
- 2001 : Requiem contre un plafond de Jeremy Peter Allen
- 2001 : Via Crucis de Serge Denoncourt
- 2007 : Silence ! on voudrait bien s'aimer d'Alain Minot
- 2009 : Les Figures de Julien Petit
- 2010 : L'Émetteur Russ de Rémi Fréchette
- 2014 : Nephew de David Findlay

### Télévision
- 1978 : Scénario : La Mémoire cassée (téléthéâtre) : Marco
- 1980 : Les Gens de la ville (téléthéâtre) : Junior
- 1980 : Boogie-woogie 47 (série télévisée) : Denis St-Cyr
- 1981-1991 : Bye Bye (émission de télévision), Bonne année Roger (1981), 1982, 1986 à 1991 : divers personnages
- 1983 : Le Journal d'un curé de campagne (téléthéâtre) : Le curé d'Ambrincourt
- 1983-1987 : Poivre et Sel (série) : Pierrot Séguin
- 1991 : Avec un grand A : L'Amour interdit (téléfilm) : Bernard Brien
- 1992 : La Petite bonne femme en pain d'épice (Les Beaux Dimanches) : Jacques
- 1993 : Les Fourberies de Scapin (comédie de Molière) : Scapin
- 1993 : La Voyageuse du soir (téléfilm) d'Igaal Niddam : Arthur
- 1993 : Trois femmes, un amour (téléfilm) de Robert Favreau : Duval, chef d'orchestre[4]
- 1993 : Les Grands Procès (série télévisée), épisode Fred Rose : maître Cohen
- 1994 : Jalna (feuilleton télévisé), épisodes 1 et 2
- 1994 : Baldipata (téléfilm, collection Baldi) de Michel Lang : consul
- 1995 : V'la l'cinéma ou le roman de Charles Pathé (téléfilm) : René Lampin
- 1995 : Belle Époque (feuilleton télévisé) : Augustin
- 1996 : La Petite Vie (série télévisée) : Popeye
- 1997 : Ces enfants d'ailleurs (mini-série) : Jan Pawlowski / Jean Aucoin
- 1997 : Bob Million (téléfilm) de Michaël Perrotta : Bob Million
- 1998 : Changement de cap (téléfilm) de Patrick Malakian : Cariou
- 1999 : Trois saisons (téléfilm, collection L'Histoire du samedi) d'Edwin Baily : Henry
- 2000 : Prix Jutras (émission de télévision ; cérémonie de récompenses) : présentateur
- 2000 : La Chambre des magiciennes (téléfilm) de Claude Miller : le docteur Fish
- 2000 : Thérèse et Léon (téléfilm) de Claude Goretta : Marcel Bouchard
- 2001 : L'Aîné des Ferchaux (téléfilm) de Bernard Stora : Me Jacquin
- 2002 : Napoléon (feuilleton télévisé) : Lucien Bonaparte
- 2004 : H2O[5] (mini-série de la CBC) : Marcel Coté, premier ministre du Québec
- 2005 : L'État de Grace (mini-série) de Pascal Chaumeil : Bertrand Saint-Amor
- 2006 : Mafiosa, le clan (série télévisée) de Louis Choquette : Zamponi
- 2006 : René Lévesque (série télévisée) de Giles Walker : Doris Lussier
- 2012 : La Danse de l'Albatros (téléfilm) de Nathan Miller : Jacques
- 2012 : Inquisitio (série télévisée) de Nicolas Cuche (série) : cardinal de Mirail
- 2015 : Mensonges (série télévisée) : Martin Champagne
- 2015 : L'Étrange Province (série télévisée) : Yves
- 2015 : Dufard (série télévisée) : Dufard
- 2018 : Les Fausses Confidences (téléfilm) de Luc Bondy et Marie-Louise Bischofberger : Dubois
- 2018 : En tout cas (série télévisée), épisodes 4, 5 et 7 : Jim Brogan
- 2018 : Bye Bye (émission de télévision) : divers personnages
- 2019 : Mytho de Fabrice Gobert
- 2019 : District 31 (série télévisée) de Luc Dionne saisons 4 et 5 : coroner Jocelyn Dame
- 2024 : Le Monde de Gabrielle Roy : Rénald Lebreux

## Théâtre
- 1992 : La Légende de Jimmy (opéra-rock) de Michel Berger et Luc Plamondon, Montréal
- 1996 : L'Importance d'être Constant d'Oscar Wilde, mise en scène de Jérôme Savary, Théâtre national de Chaillot, Paris
- 2002 : La Face cachée de la Lune de Robert Lepage, mise en scène de Robert Lepage
- 2007 : Le Projet Andersen (reprise) de Robert Lepage, mise en scène de Robert Lepage
- 2014 : Les Fausses Confidences de Marivaux, mise en scène de Luc Bondy, Odéon - Théâtre de l'Europe, Paris
- 2015 : Ivanov d'Anton Tchekhov mise en scène de Luc Bondy, Odéon - Théâtre de l'Europe, Paris
- 2018 : Je suis mixte de Mathieu Quesnel, mise en scène de Mathieu Quesnel, Théâtre La Licorne, Montréal
- 2019 : La Face cachée de la Lune (reprise) de Robert Lepage, mise en scène de Robert Lepage, Théâtre Jean Duceppe, Montréal
- 2024 : Les Ânes sœurs, de Mathieu Quesnel, mise en scène de Mathieu Quesnel, créée à L'Espace Libre, Théâtre La Licorne, Montréal

## Musique
En 1981, il a été l'auteur-interprète de la chanson On ne peut pas tous être pauvres (sur une musique de Pierre Gagnon), ainsi que producteur et réalisateur du vidéo-clip, qui est le premier vidéo-clip québécois,.
Il a aussi été interprète de l'opéra-rock La Légende de Jimmy de Michel Berger et Luc Plamondon.

## Distinctions

### Décorations
- Officier de l'Ordre du Canada en 2009
- Chevalier de l'Ordre des Arts et des Lettres (France) en 2001

### Récompenses
Sauf indication contraire, les informations mentionnées dans cette section peuvent être confirmées par les bases de données cinématographiques  présentes dans la section « Liens externes ».
- Prix Félix ADISQ-1993 : meilleur interprète dans un spectacle pour La Légende de Jimmy de Michel Berger et Luc Plamondon (récompense partagée avec les autres interprètes du spectacle : Luce Dufault, Bruno Pelletier et Nanette Workman)
- Prix Gascon-Roux 2003 : meilleure interprétation masculine pour La Face cachée de la Lune de Robert Lepage
- Prix du Théâtre du Trident 2011 : prix du public pour l'interprétation de La Face cachée de la Lune de Robert Lepage
- Elliot Norton Awards (en) (Boston USA) 2012 : prix de la meilleure performance solo (Outstading Solo Performance Award) pour Le Projet Andersen de Robert Lepage
- Prix Duceppe 2019 : prix du public pour La Face cachée de la Lune de Robert Lepage

### Nominations
Sauf indication contraire, les informations mentionnées dans cette section peuvent être confirmées par les bases de données cinématographiques  présentes dans la section « Liens externes ».
Yves Jacques a été nommé à plusieurs reprises au Canada :
- Prix Genie 1987 : meilleur acteur dans un second rôle dans Le Déclin de l'empire américain
- Prix Jutra 2000 : meilleur acteur de soutien dans Souvenirs intimes
- Prix Gémeaux 2000 : Prix Gémeaux de la meilleure animation dans la catégorie « Jeu, variétés ou humour » pour l'émission La Soirée des Jutras, aux côtés de Élise Guilbault
- Prix Jutra 2011 : meilleur acteur de soutien dans La Dernière Fugue

## Engagements et parrainages
- À la suite de son coming out en 1997, il fait partie des gouverneurs de la Fondation Émergence pour la défense des droits LGBT et a été pendant deux ans porte-parole du Centre d'aide Gai Écoute tous deux basés à Montréal
- Parrain du Festival de cinéma de la ville de Québec en 2014
- Parrain durant plusieurs éditions du Festival de films francophones Cinemania à Montréal
- Porte-parole de la 4e édition des Rendez-vous d'histoire de Québec en 2021[8]